# Abel Tasman
Abel Janszoon Tasman ([ˈɑbəl ˈjɑnsoːn ˈtɑsmɑn] Lutjegast, provincia de Groninga, 1603-Batavia, 10 de octubre de 1659) fue un marino, explorador y comerciante neerlandés, famoso por los viajes realizados entre 1642 y 1644 al servicio de la Compañía Neerlandesa de las Indias Orientales (Vereenigde Oostindische Compagnie, conocida por sus siglas VOC).
La suya fue la primera expedición europea conocida que llegó a la Tierra de Van Diemen (hoy conocida como Tasmania) y a Nueva Zelanda, y que avistó las islas Fiyi en 1643. Tasman, su piloto, Visscher, y su sobrecargo, Gilsemans, cartografiaron partes importantes de las costas de Australia, Nueva Zelanda y de varias de las islas del Pacífico. Su trabajo era investigar el territorio conocido como «Nueva Holanda», hoy Australia, de la que los holandeses habían descubierto la costa occidental y debía determinar si la zona pertenecía a la Terra Australis.
La VOC esperaba que Tasman pudiera localizar un nuevo e inexplorado continente con fines comerciales, o al menos, encontrar un estrecho a través de Nueva Guinea que les condujera al Pacífico. Tasman no consiguió ninguno de esos objetivos, aunque, geográficamente, sus expediciones han sido de las más fructíferas de la historia.

## Biografía

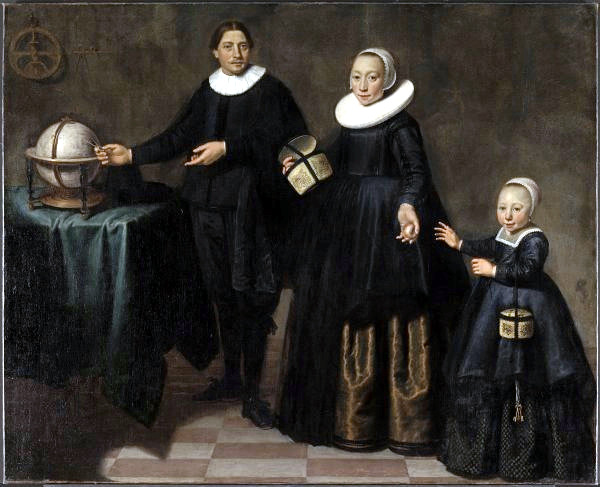
«Retrato de Abel Tasman, su mujer e hijas» atribuido a Jacob Gerritsz Cuyp, 1637 (inconcluso y autentificado)

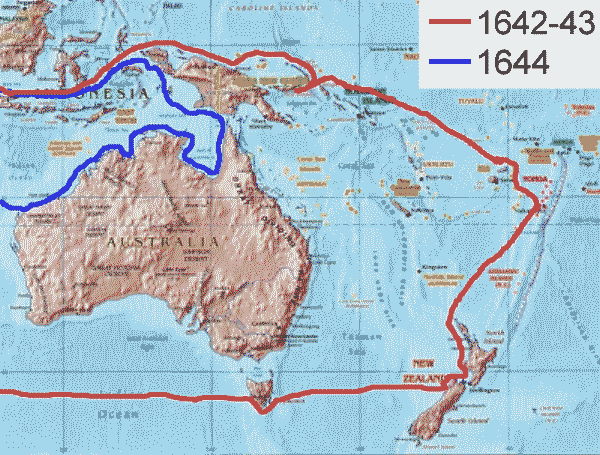
Rutas de Tasman.

No se sabe mucho de los primeros años de Tasman. Nació en Lutjegast y recibió una educación suficiente que le permitió expresar sus ideas claramente por escrito y convertirse en un experto navegante. Se casó con Claesgie Meyndrix, con quien tuvo una hija. Después de que muriera su esposa, se casó de nuevo con Joanna Tiercx, en enero de 1632. Poco después, como marinero, se embarcó a las Indias Orientales, donde fue primer piloto en febrero y patrón en mayo de 1634. En ese año, en una exploración de menor importancia, estuvo a punto de morir tras un incauto desembarco, en el que varios de sus compañeros fueron masacrados por la gente de Ceram. Después de pasar algún tiempo en operaciones marítimas de contrabando y guerra, regresó a Holanda en 1637.
Se embarcó de nuevo para las Indias en 1638 como capitán de una urca, llevando a su esposa con él. Al principio se empleó en el ejército y en viajes de intercambio comercial, pero en 1639 fue nombrado segundo al mando, a las órdenes de Quast, de una pequeña flota de dos barcos al servicio de la Compañía Holandesa de las Indias Orientales, que partió en junio para buscar las islas que se creían se encontraban al este de Japón. Regresó en noviembre de esta búsqueda sin éxito y se ofreció a repetir la búsqueda, pero fue enviado en nuevos viajes comerciales a Japón y Camboya.

### Primer viaje por el Pacífico (1642-43)

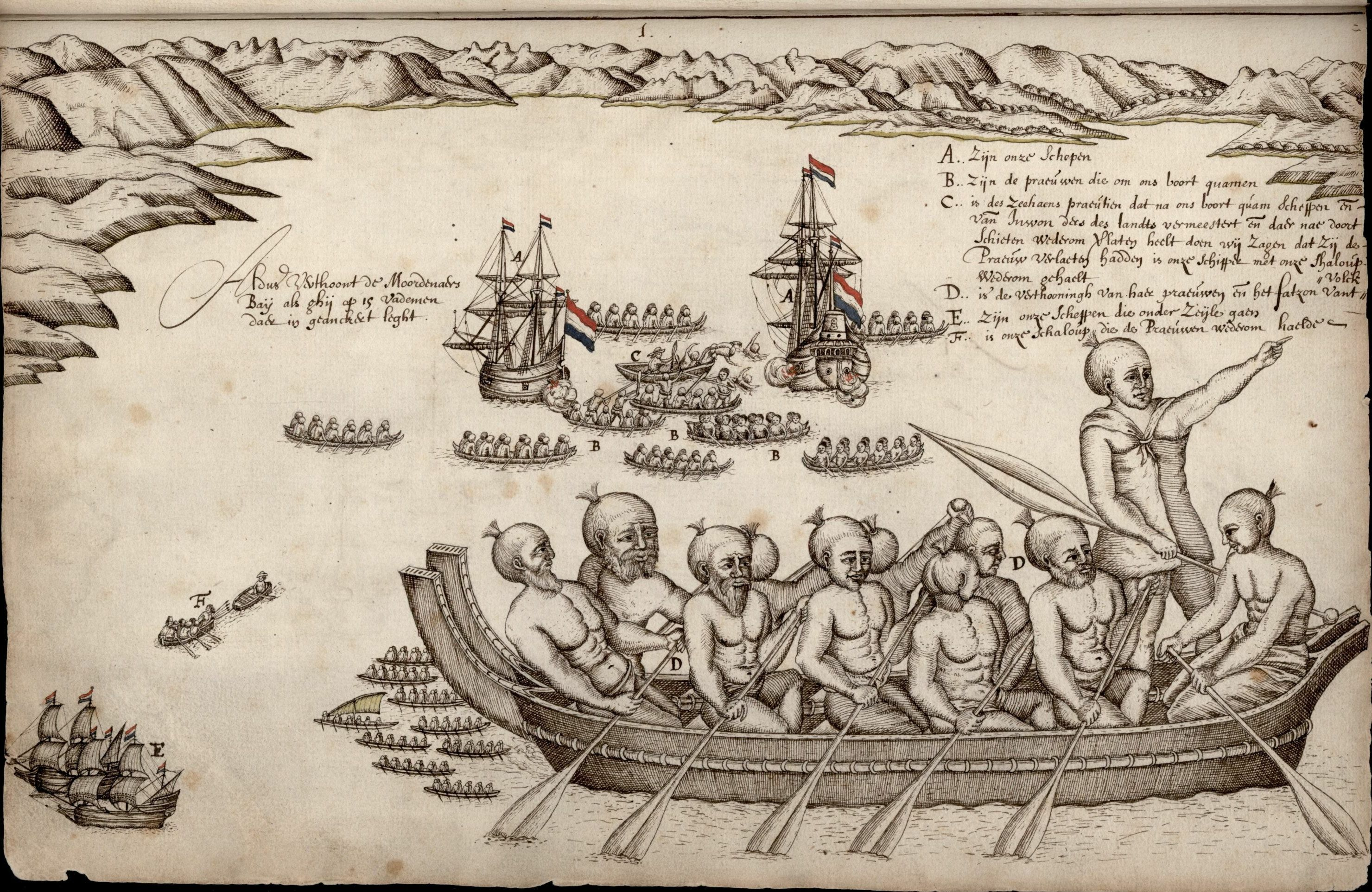
Bahía de los Asesinos (Murderers' Bay), 1642.

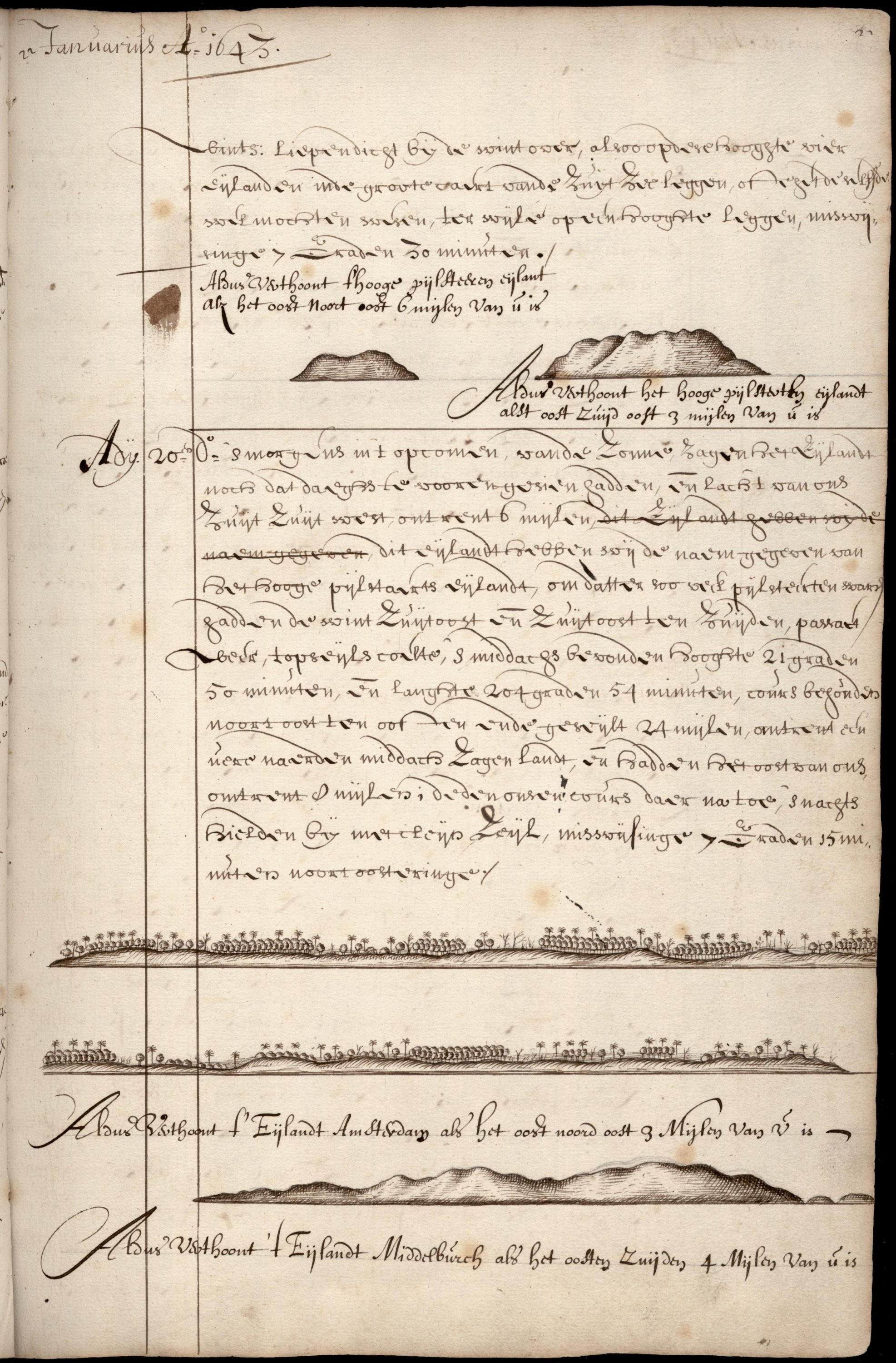
Diario de Abel Tasman Jansz. 1642

En 1642 Tasman fue encargado de liderar una expedición para el descubrimiento de las «Tierra del Sur y Tierra del Este Desconocidas», que se creía estaban en el Pacífico Sur, pero que no habían sido vistas por los europeos. Tasman partió del puerto de Batavia (ahora Yakarta) el 14 de agosto, con dos pequeños barcos, el Heemskerck y el Zeehaen [El gallo de mar]. Por extraño que pueda parecer hoy, Tasman navegó primero al oeste hacia la actual isla Mauricio (entonces una posesión holandesa). La razón de esto era que sus naves eran barcos de vela y la mejor ruta de un lugar a otro no siempre era la ruta directa, sino que importaba más la dirección del viento. Tasman tenía cierto conocimiento de los vientos dominantes y por eso eligió la isla de Mauricio, donde arribó el 5 de septiembre, después de un rápido viaje de solo 22 días. Una entrada en el diario de Tasman muestra cómo los mejores navegantes en esos días erraban en lo que respecta a la longitud: «según nuestros cálculos todavía estábamos a unas 200 millas al este de Mauricio, cuando la vimos». Los barcos llegaron maltrechos por la travesía y tuvieron que ser reparados, permaneciendo en Mauricio dos meses. Una vez rejunteadas con masilla (calafateado) las entradas de agua, fortalecidos los aparejos y cargados nuevos mástiles de repuesto, se reaprovisionaron de agua, leña y suministros, incluida la caza silvestre. El gobernador de Mauricio les proporcionó informes y cartas relacionadas con las islas Salomón y vocabularios de las lenguas de las islas de Nueva Guinea. Los barcos estaban listos para zarpar el 4 de octubre, pero por los vientos contrarios, no pudieron salir del puerto de Fort Fredrik Hendrik hasta el 8 de octubre.
Desde allí siguieron un curso sur, con vientos variables hasta la latitud 31° o 32°S, cuando entraron en la zona de vientos del oeste. Navegaron entre las entonces desconocidas islas de San Pablo y Ámsterdam y las islas Kerguelen, y alcanzaron la latitud 43°S, donde vieron algas flotando que eran indicaciones de tierra. Se convocó un consejo de los barcos y se resolvió mantener a un hombre constantemente al acecho en el palo, y ofrecer como recompensa a quien primero viese tierra tres reales de a ocho y una taza de aguardiente. El 29 de octubre, a las tres semanas de zarpar, llegaron a los 46° de latitud S y se encontraron con fuertes vientos y nieblas, pensando que era demasiado peligroso mantener rumbo sur por miedo de encallar en tierra. El curso fue cambiado por lo tanto hacia el sureste. El 6 de noviembre, a las cuatro semanas, llegaron a su latitud más alta, los 49°4′ S, con muchas indicaciones de tierra que los mantenían ansiosos.
El piloto mayor deliberó con Tasman y examinaron cuidadosamente el curso futuro de la travesía. Propuso que deberían caer a los 44°S hasta que hubiesen pasado el meridiano 150°, juzgando que si no encontraban el continente del sur, estarían en mar abierto. Luego deberían caer a los 40°S y navegar al este hasta los 220° de longitud (aproximadamente 160° W según los cálculos actuales), que juzgó los llevaría bien al este de las islas Salomón y les permitiría alcanzar las islas con viaje sureste —como en efecto habrían hecho, ya que estarían a unos 15° al este de la verdadera posición de las islas Salomón.
Esta resolución fue comunicada a la Zeehaen adjuntando el documento en una caja de madera flotante por una larga línea por la popa. Los consejos de los dos barcos dieron su aprobación y el curso se modificó en consecuencia. El 18 de noviembre pasaron por la longitud de la Tierra de Nuyts (la Gran Bahía Australiana), la extensión de tierra conocida más lejana descubierta al Sur (los neerlandeses ya conocían al menos parte de la costa occidental del continente, pero la forma de la costa sur les era desconocida). Encontraron fuertes vientos del oeste, y poco a poco cayeron a la latitud 42°25′ S, cuando el 24 de noviembre, tras más de 9.000 km de travesía, vieron tierra.

#### Tasmania
Aunque siguiendo su ruta habían pasado de largo el continente australiano, divisaron la costa oeste de Tasmania, al norte de Macquarie Harbour. La bautizaron como Tierra de Van Diemen, en honor de Anthony van Diemen, entonces gobernador general de las Indias Orientales Neerlandesas (posteriormente los colonizadores británicos cambiaron el nombre a la isla). Procediendo al sur, bordeó el extremo meridional de Tasmania y se encaminó hacia el noreste. Luego Tasman trató de trabajar en sus dos barcos en la bahía de la Aventura (Adventure Bay), en la costa este del sur de la isla Bruny Sur, donde fue arrastrado hacia el mar por una tormenta, nombrando el área como bahía de la Tormenta (Storm Bay). Dos días después, Tasman ancló al norte del cabo Frederick Hendrick, justo al norte de la península de Forestier. Tasman desembarcó en la bahía de Blackman —en la bahía más grande de bahía de Marion. Al día siguiente, hizo un intento de llegar a tierra en la bahía Norte; sin embargo, a causa de que el mar estaba demasiado agitado, el carpintero tuvo que nadar entre las olas y plantó la bandera neerlandesa, en la bahía Norte. Tasman reclamó la posesión formal de la tierra el 3 de diciembre de 1642.

#### Nueva Zelanda

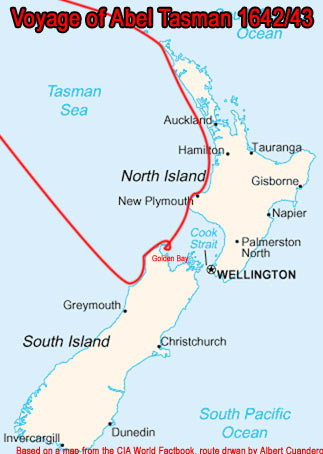
La ruta del viaje de Tasman en Nueva Zelanda.

Después de reconocer y explorar la zona, Tasman tenía la intención de proseguir en dirección norte, pero como el viento era desfavorable se dirigió hacia el este. Nueve días más tarde, el 13 de diciembre, avistaron tierra de nuevo en la costa noroeste de la isla Sur de Nueva Zelanda, convirtiéndose en los primeros europeos en hacerlo. Tasman le dio el nombre de «Staten Landt», suponiendo que estaba conectada a una isla (a la isla de los Estados, Staten Island) en el sur de la punta de América del Sur. Luego navegó hacia el norte siguiendo la costa de la Isla Sur y luego al este. Uno de sus barcos fue atacado por los maoríes en Waka, y cuatro de sus hombres murieron. Tasman llamó al lugar «bahía de los Asesinos» (ahora conocida como Golden Bay) y navegó hacia el norte, pero confundió el estrecho de Cook —que la separaba de la Isla Norte— con una ensenada (nombrándolo Bight Zeehaen's). Tasman estaba convencido de que Nueva Zelanda era una única tierra parte de la Terra Australis.
Dos de los nombres que otorgó en Nueva Zelanda en ese viaje aún perduran: el cabo Maria Van Diemen y las islas Tres Reyes (el cabo Pieter Boreels es ahora conocido como cabo Egmont).

#### El viaje de regreso
En el camino de vuelta a Batavia, Tasman llegó al archipiélago de Tonga el 20 de enero de 1643. Mientras los barcos de Tasman pasaban por las islas Fiyi, estuvieron a punto de naufragar en los arrecifes peligrosos de la parte nororiental del grupo Fiyi. Cartografió el extremo oriental de Vanua Levu y Cikobia antes de regresar de vuelta al mar abierto. Finalmente se volvió hacia el noroeste a Nueva Guinea, y llegó a Batavia el 15 de junio de 1643, tras una ausencia de diez meses, durante la cual había perdido a diez hombres por enfermedad, además de los cuatro hombres muertos por los maoríes. Su diario concluye así: «¡Alabado sea Dios y doy gracias por un viaje seguro! Amén».

### Segundo viaje por el Pacífico (1644)

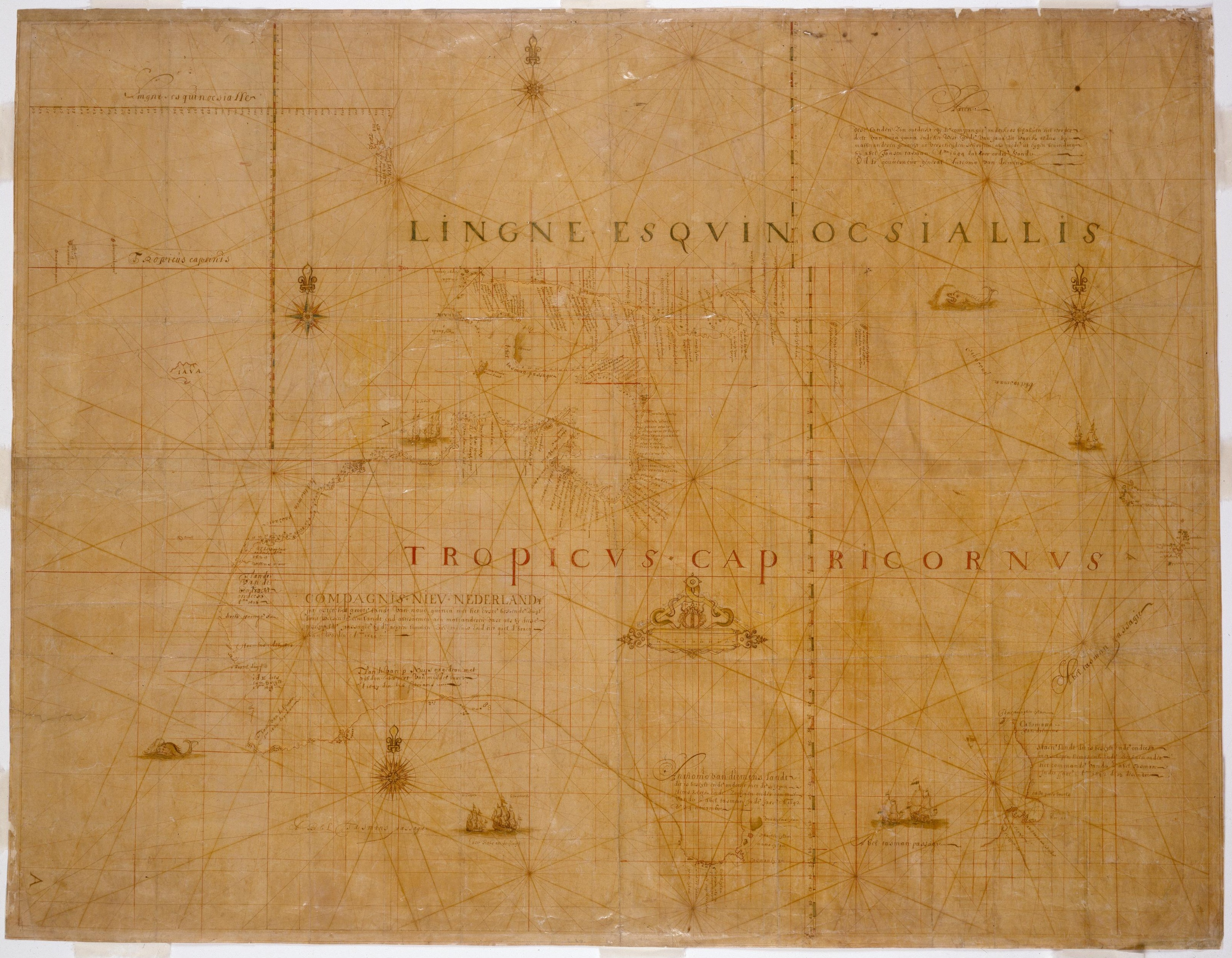
Mapa de Tasman (1644).Rotulado: Mapa - Estas tierras fueron descubiertas por los exploradores de la Compañía, excepto la parte norte de Nueva Guinea y el extremo oeste de Java. Este trabajo fue formulado a partir de diferentes escritos, así como de la observación personal de Abel Tasman Jansen, AD 1644, por orden de Su Excelencia el Gobernador General Antonio Van Diemen (en el original, en alemán).

Tasman encabezó en 1644 una nueva expedición, para la que se le había ordenado que averiguara si había un paso en el mar del Sur entre Carpentaria y la Tierra de De Witt. Al mando de una flota de tres naves (Limmen, Zeemeeuw y la pequeña Braek, de solo 14 hombres), con 111 marineros y provisiones para ocho meses, partió el 30 de diciembre de 1644 de Batavia. En vez de atenerse a las órdenes que le aconsejaban seguir primero la costa suroeste de Nueva Guinea hacia el este, quizás debido a los vientos, se dirigieron a través del estrecho hasta la Tierra de Eendragt; y desde allí Tasman navegó hacia el norte y elaboró cuidadosas cartas, con sondeos, de las costas occidental y septentrional de Australia, incluyendo el golfo de Carpentaria. También realizó valiosas observaciones sobre la tierra y sus gentes. Atravesó el estrecho de Torres, entre Nueva Guinea y Australia, pero a pesar de que estuvo en su boca, no logró encontrarlo. Quizás fue disuadido de un examen más detenido por la multitud de islas y arrecifes que bloquean la ruta, ignorando además que el español Torres ya había navegado por sus aguas en 1606. Al no encontrar el estrecho, regresó a lo largo de la costa de Nueva Guinea en dirección oeste hasta Batavia, adonde llegó en agosto de 1644.
Fue recompensado a su regreso en agosto de 1644 por la confirmación en el grado de comandante, con un aumento sustancial en su remuneración, que se hizo extensivo, con efectos retroactivos, hasta los comienzos de su viaje en 1642. Sin embargo, van Diemen, en su informe de la expedición al Consejo (23 de diciembre de 1644), expresó su decepción y descontento, ya que la expedición no había descubierto un estrecho entre Nueva Guinea y la «Tierra del Sur Conocida», sino solamente una gran bahía o golfo, y que no había hecho otra cosa que navegar a lo largo de las costas, sin haber conseguido ningún conocimiento del país y de sus productos, alegando como razón que no eran lo suficientemente fuertes como para aventurarse a tierra y hacer frente a los salvajes. Esto fue muy decepcionante, puesto que los descubrimientos eran de poca utilidad a menos que el país se explorase al mismo tiempo.
No obstante, dice, que Tasman en sus dos viajes había circunnavegado la entonces «Tierra Sur Desconocida», que calcula tenía una extensión de 8000 millas de costa, y que era muy improbable que en un país tan grande, con tal variedad de climas, no hubiera encontrado algo de gran importancia y beneficio para la empresa. Durante más de un siglo, hasta la era de James Cook, Tasmania y Nueva Zelanda no volvieron a ser visitadas por los europeos (Australia fue visitada pero generalmente por accidente), y esa fue la causa de que tardasen en apreciarse la importancia de sus descubrimientos desde un punto de vista geográfico.

### Últimos años
Tasman fue nombrado miembro del Consejo de Justicia de Batavia. A mediados de 1647 fue enviado en una misión ante el rey de Siam y se le concedió prioridad sobre todos los holandeses en el reino. Después de esa misión, le dieron el mando de una flota de ocho buques, con 900 soldados y 250 marineros, que navegaron en mayo de 1648 a las Filipinas con el objetivo de interceptar el galeón español que llevaba la plata de México. La noticia del 30 de enero de ese año, de que se había firmado la Paz de Westfalia, no había penetrado en el sudeste de Asia, y la República de las Siete Provincias Unidas trataba de esta manera de asestar a los españoles un gran golpe. Además tenían un segundo cometido, que era ayudar al rey de Siam en la guerra contra sus enemigos. No lograron apresar al galeón español, al que persiguieron pero logró escapar acabando hundido frente a las costas filipinas y siendo saqueado. Además, el rey de Siam modificó sus planes y ya no necesitó el auxilio de los barcos. En enero de 1649 volvieron a Batavia.
Su conducta en esta expedición no fue satisfactoria, y a su regreso se le juzgó por haber tratado, cuando estaba bebido, inhumanamente a uno de sus marineros; como resultado, fue depuesto de su cargo. Fue formalmente reintegrado en enero de 1651, pero no mucho tiempo después se retiró del servicio y se convirtió en un comerciante en Batavia.
Abel Tasman falleció siendo rico en 1659 en Batavia (hoy Yakarta), dejando a su esposa Jannetje y a su hija Claesgen, de su primer matrimonio (que había esposado primero a Felipe Heylman y más tarde a Jacob Bremer). En 1661 se autorizó a la viuda a casarse con Jan Meyndert Springer.

## Reconocimientos
Al igual que con muchos exploradores, el nombre de Tasman ha sido honrado en muchos aspectos.
- Dos especies de marsupiales:
  - el demonio de Tasmania.
  - el tigre de Tasmania.
- Un género de plantas:
  - Tasmannia.

- Accidentes geográficos:

- La isla australiana de Tasmania (rebautizada en su honor, antes tierra de Van Diemen), incluyendo características tales como:

- la península de Tasmania.
- el puente de Tasmania.
- la autopista Tasmania.
- el transbordador de pasajeros Abel Tasman.

- el mar de Tasmania.

- En Nueva Zelanda:

- el Glaciar Tasman
- el Lago de Tasmania
- el río Tasman
- el monte Tasman
- el Parque nacional Abel Tasman
- la bahía de Tasman
- la región de Tasman
- Abel Tasman Drive, en Takaka
- el Memorial de Tasmania Capaz en Takaka.

- Los Able Tasmans, una banda india de Auckland, Nueva Zelanda.

En 1985 fue honrado con un sello postal en el que figura su retrato emitido por Correos de Australia.
El asteroide (6594) Tasman fue nombrado así en su memoria.